# Corgatha costalba
Corgatha costalba är en fjärilsart som beskrevs av Alfred Ernest Wileman och Reginald James West 1929.
Corgatha costalba ingår i släktet Corgatha och familjen nattflyn. Inga underarter finns listade i Catalogue of Life.